# Issa ibn Dínar
Issa ibn Dínar ibn Wàfid al-Ghafiqí o, més senzillament, Issa ibn Dínar (en àrab ʿĪsā b. Dīnār b. Wāfid al-Ḡāfiqī) (Tulàytula, c. 772-?, 827) fou un dels tres grans fundadors del dret teològic musulmà a l'Àndalus junt amb Yahya ibn Yahya (848) i Abd-al-Màlik ibn Habib (852). Era nascut a Tulàytula vers el 772. Va intentar reformar el dret basat en la Muwata però va morir abans d'establir una nova font de dret.